# Wet op de staatsschuld
De Wet op de staatsschuld is een Surinaamse wet die het aangaan, beheren en aflossen van staatsschulden reguleert. 
De wet werd op 19 maart 2002, tijdens de regering-Venetiaan II, in het leven geroepen en kende toen dertig artikelen. Er volgden wijzigingen in 2011, 2016 (3 maal), 2017, 2019, 2020 en 2023.
In de wet is het percentage opgenomen dat de verhouding weergeeft tussen de hoogte van de staatsschuld ten opzichte van het bruto binnenlands product (bbp). In 2023 werd deze vastgelegd op 60% (het obligoplafond), dat maximaal uit 25% aan binnenlandse en 35% aan buitenlandse schulden mag bestaan. Wanneer dit overschreden wordt, dan is daar goedkeuring voor nodig.
Overschrijding van het plafond kan leiden tot strafvervolging en gevangenisstraf voor de minister van Financiën. Sinds de wijziging van 2019 was het schuldenplafond tijdelijk afgeschaft. De oppositie sprak toen over "een wetsvoorstel om legaal te kunnen stelen". Aida Nading (NDP) kreeg dat jaar de lachers in De Nationale Assemblée op haar hand, toen ze reageerde op de bewering van Ronnie Brunswijk (ABOP) dat elke regering die het roer overneemt van de NDP, nadien het puin moet opruimen. Ze reageerde dat de NDP na de verkiezingen haar puinhoop zelf op zal ruimen.
In de Wet op de staatsschuld staat de periode aangegeven waarbinnen de overschrijding teruggebracht moet zijn naar 60%. Bij de wijziging van 2020 werd deze gesteld op het jaar 2026. In 2023 werd deze uitgesteld tot 2033. Toen lag het percentage op 122,3%. Het plan hoe de staatsschuld teruggebracht dient te worden, wordt geschreven door het Bureau voor de Staatsschuld.